# Wade-Giles
Das Wade-Giles-System (IPA: weɪd ˈdʒaɪlz; chinesisch 威氏拼音, Pinyin Wēishì Pīnyīn, W.-G. Wei1-Shih4 P’in1-yin1, Zhuyin ㄨㄟˊ ㄕˋ ㄆㄧㄣ ㄧㄣ) zur phonetischen Umschrift der chinesischen Zeichen bzw. Sprache in lateinische Schrift geht auf Thomas Wade (1818–1895) und Herbert A. Giles (1845–1935) zurück. Thomas Wade war der erste Professor für Chinesisch in Cambridge und Herbert A. Giles sein direkter Nachfolger. Wade hatte ein Latinisierungssystem entwickelt, das von Giles in seinem Lexikon für chinesische Zeichen in der Aussprache von Peking im Jahre 1912 verwendet und vervollständigt wurde.
Das System wurde in Robert H. Matthews (1877–1970) Chinese-English Dictionary herausgegeben, 1931 in Shanghai weiter vervollständigt. Verschiedene Fachleute haben ausgehend von diesem System ihre eigenen Systeme entwickelt, die alle unter dem Namen „Wade-Giles“ firmieren. So unterscheidet sich das System des Harvard-Yenching Institutes von Matthews’ System und von dem System, das offiziell in Taiwan benutzt wurde. Das System, das als Wade-Giles-System in Morohashi Tetsujis chinesisch-japanischem Lexikon Verwendung findet, ist wiederum um Nuancen anders.
Bis etwa in die 1970er Jahre hinein war Wade-Giles international die verbreitetste Umschrift. Heute hat die Pinyin-Umschrift (ISO-Standard seit 1982) Wade-Giles weitgehend verdrängt.

## Unterschiede zu Pinyin
Die folgenden Tabellen listen die Unterschiede zu Pinyin. Aufgeführt sind nur diejenigen An- und Auslaute sowie Einzelsilben, die unterschiedlich transkribiert werden. Zu beachten ist, dass in Pinyin nach j, q, x, y die Punkte auf dem ü entfallen.

### Anlaute
| W.-G. | Pinyin | Kommentar                            |
| ----- | ------ | ------------------------------------ |
| k     | g      |                                      |
| k’    | k      |                                      |
| p     | b      |                                      |
| p’    | p      |                                      |
| t     | d      |                                      |
| t’    | t      |                                      |
| ts    | z      | W.-G. tzu ist in pinyin zi           |
| ts’   | c      | W.-G. tz’u ist in pinyin ci          |
| ch    | zh     | außer vor W.-G. i und ü, auch vor ih |
| ch    | j      | vor W.-G. i und ü                    |
| ch’   | ch     | außer vor W.-G. i und ü, auch vor ih |
| ch’   | q      | vor W.-G. i und ü                    |
| hs    | x      |                                      |
| j     | r      |                                      |

### Auslaute
| W.-G.       | Pinyin      | Kommentar                                                    |
| ----------- | ----------- | ------------------------------------------------------------ |
| -ieh, yeh   | -ie, ye     |                                                              |
| -ien, yen   | -ian, yan   |                                                              |
| -üeh, yüeh  | -üe, yue    | pinyin -ue nach j, q, x                                      |
| -o          | -e          | nach k/g, k’/k und h                                         |
| -o          | -uo         | nach t/d, t’/t, n, l, ch/zh, ch’/ch, sh, j/r, ts/z, ts’/c, s |
| -o          | -o          | nach p/b, p’/p, m, f, w, y                                   |
| -ung        | -ong        |                                                              |
| -iung, yung | -iong, yong |                                                              |
| -ih         | -i          | der „gepresste“ Vokal nach ch/zh, ch’/ch, j/r und sh         |

In manchen Varianten von Wade-Giles wird der Gleitlaut u als w geschrieben, z. B. hwang statt huang. Wo das e ein Schwa kennzeichnet, erhält es mitunter einen Zirkumflex, z. B. wên.

### Sonderfälle für einzelne Silben
| W.-G.          | Pinyin     | Kommentar                     |
| -------------- | ---------- | ----------------------------- |
| erh            | er         |                               |
| i              | yi         |                               |
| ê, o           | e          |                               |
| yu             | you        | pinyin yu entspricht W.-G. yü |
| huei           | hui        |                               |
| kuei, k’uei    | gui, kui   |                               |
| tzu, tz’u, ssu | zi, ci, si | auch: tzŭ, tz’ŭ, ssŭ          |

### Kennzeichnung der Silbengrenze
Um die Abgrenzung der Silben zu markieren, verwendet Wade-Giles einen Bindestrich (z. B.: Ch’ang-an, T’ai-wan); Pinyin hingegen verwendet als Silbentrennungszeichen einen Apostroph und diesen auch nur vor a, e, o, wo es zur Vermeidung von Zweideutigkeiten erforderlich ist (z. B.: Chang’an, aber: Taiwan).

### Kennzeichnung der Töne
Pinyin verwendet standardmäßig diakritische Zeichen als Tonmarker auf dem Vokal für die vier Töne des Hochchinesischen (mā, má, mǎ, mà). Das Wade-Giles-System hingegen verwendet Ziffern: ma1, ma2, ma3, ma4.

## In der Praxis
Ein praktisches Problem bei dem System nach Wade-Giles ist der Apostroph ’. Dieses Zeichen wird außerhalb von akademischen Publikationen oft ignoriert, was zu Missverständnissen in der Aussprache führen kann. Da der Apostroph zur Unterscheidung eines aspirierten und eines unaspirierten Konsonanten (z. B. Pinyin g und k) sehr häufig auftritt, ist dieses Problem sehr groß. Die U-Bahn-Station Guting (古亭站,  Gǔtíng Zhàn,  Ku3t’ing2 Chan4) der MRT in Taipeh wurde vor der Umstellung zu Pinyin als Kuting ausgeschildert. Da der Leser sich aber nicht sicher sein kann, in welchen Fällen die apostrophlose Schreibung korrekt und in welchen Fällen inkorrekt ist, lässt sich nicht genau auf die Aussprache schließen. Es bieten sich ihm folgende vier Möglichkeiten (in Pinyin): Guting, Kuting, Guding und Kuding.
Eine weitere Mehrdeutigkeit ergibt sich, wenn die Punkte über dem ü fortgelassen werden: Unterscheidungen wie chun ↔ chün oder ch’u ↔ ch’ü fallen dann fort. Dieses Problem gibt es zwar auch in Pinyin, dort aber nur in zwei Fällen: nu ↔ nü und lu ↔ lü.